# Direito sanitário
Direito Sanitário é um conjunto de normas federais, estaduais ou municipais que, visando a eliminar, diminuir ou prevenir riscos à saúde ou a intervir nos problemas sanitários decorrentes do meio ambiente, regulam a produção e a circulação de bens de consumo que, direta ou indiretamente, se relacionam com a saúde, compreendidas todas as etapas e processos, da produção ao consumo, bem como o controle da prestação de serviços que se relacionam direta ou indiretamente com a saúde.
Assim, pode-se entender Direito Sanitário como o Ramo do Direito Público onde o Estado, visando à proteção e à promoção da saúde pública, assume, ativamente, o papel regulador e controlador dos bens, dos produtos, dos serviços e das atividades que podem colocar em risco a saúde da população. Essa multiplicidade de coisas encontra-se regulada em extenso e complexo volume de normas sanitárias (federais, estaduais e municipais), que disciplinam quase todas as atividades humanas, já que praticamente todas as atividades podem, de uma forma ou outra, produzir algum dano à saúde.
Logo tem-se o direito sanitário regulando: o meio ambiente e o desenvolvimento sustentado; o saneamento básico; os alimentos, os aditivos, os coadjuvantes, os corantes, os pigmentos, a água e as bebidas; os gases industriais, os medicamentos, as drogas, os insumos farmacêuticos, os correlatos, os imunobiológicos, os produtos de higiene, os perfumes, os cosméticos, os saneantes domissanitários, os agroquímicos e outros insumos; o ambiente e os processos de trabalho; as instalações, os equipamentos, os utensílios, os recipientes, os continentes, os componentes, os veículos e os instrumentos de trabalho; os serviços de assistência e os de interesse à saúde; a produção, o transporte, a guarda, a utilização e a destinação final de substâncias e produtos psicoativos, tóxicos, radioativos, explosivos, inflamáveis, corrosivos e perigosos; a conservação, a guarda, a utilização o destino, o armazenamento, o acondicionamento, o estoque, o transporte e outros procedimentos em que possam ser utilizados e sangue e os hemoderivados; as radiações de qualquer natureza; os portos, os aeroportos, as estações rodoviárias, ferroviárias e metroviárias; quaisquer vias de acesso ou saída dos Municípios, dos Estados ou do País; os materiais de revestimentos, os vasilhames e as embalagens; os resíduos; a criação e a manutenção dos animais; o controle de zoonoses; quaisquer outros produtos, substâncias, procedimentos ou serviços de interesse a saúde; a higiene e a saúde do pessoal, direta ou indiretamente, relacionado com as atividades de interesse à saúde; os estabelecimentos e as atividades de interesse à saúde; bem como quaisquer outras coisas ou fatos que possam criar ou desencadear risco à saúde.